# Ramphotyphlops bicolor
Ramphotyphlops bicolor este o specie de șerpi din genul Ramphotyphlops, familia Typhlopidae, descrisă de Peters 1858. A fost clasificată de IUCN ca specie cu risc scăzut. Conform Catalogue of Life specia Ramphotyphlops bicolor nu are subspecii cunoscute.